# Turniej o Puchar Burmistrza Rawicza 2010
Puchar Burmistrza Rawicza 2010 – turniej żużlowy, rozegrany po raz 16. w Rawiczu, w którym zwyciężył Maciej Kuciapa.

## Finał
- Rawicz, 11 września 2010
- Sędzia: Leszek Demski

| Msc. | Zawodnik                | Klub         | Pkt  |             |  |
| ---- | ----------------------- | ------------ | ---- | ----------- |  |
| 1    | Maciej Kuciapa          | Rzeszów      | 13+3 | (3,3,2,3,2) |  |
| 2    | Sebastian Ułamek        | Tarnów       | 13+2 | (3,2,2,3,3) |  |
| 3    | Michał Szczepaniak      | Gniezno      | 11   | (0,3,3,3,2) |  |
| 4    | Krzysztof Jabłoński     | Gniezno      | 10   | (3,1,2,1,3) |  |
| 5    | Tomasz Jędrzejak        | Tarnów       | 10   | (2,2,3,2,1) |  |
| 6    | Rafał Okoniewski        | Rzeszów      | 9    | (0,2,3,2,2) |  |
| 7    | Daniel Pytel            | Ostrów Wlkp. | 8    | (3,0,0,2,3) |  |
| 8    | Robert Miśkowiak        | Poznań       | 8    | (2,2,0,1,3) |  |
| 9    | Tobiasz Musielak        | Rawicz       | 7    | (0,1,3,3,0) |  |
| 10   | Wiktor Gołubowskij      | Rosja        | 7    | (2,3,1,0,1) |  |
| 11   | Adrian Gomólski         | Gniezno      | 6    | (1,3,1,0,1) |  |
| 12   | Eric Andersson          | Szwecja      | 6    | (2,1,1,0,2) |  |
| 13   | Marcin Nowaczyk         | Rawicz       | 6    | (1,0,2,2,1) |  |
| 14   | Robin Törnqvist         | Szwecja      | 2    | (0,1,0,1,0) |  |
| 15   | Anton Rosen             | Szwecja      | 2    | (1,0,1,0,0) |  |
| 16   | Alan Marcinkowski       | Rawicz       | 2    | (1,0,t,1,w) |  |
| 17   | rez. Marek Łozowicki    | Rawicz       | 0    | (w)         |  |
| 18   | rez. Tomasz Łukaszewicz | Rawicz       |      | (ns)        |  |